# Graciosa (Kanárské ostrovy)
Graciosa (španělsky La Graciosa) je ostrov v Atlantském oceánu, součást Kanárských ostrovů. Nachází se 2 km severně od Lanzarote, jeho rozloha činí okolo 29 km². Nejvyšší bod Las Agujas je vysoký 266 m. Největší město na ostrově je Caleta de Sebo. Na ostrově žije kolem 730 obyvatel a je zde zakázáno používání motorových vozidel (s výjimkou zvláštních účelů).